# Ilex megaphylla
Ilex megaphylla är en järneksväxtart som beskrevs av S. Andrews. Ilex megaphylla ingår i släktet järnekar, och familjen järneksväxter. Inga underarter finns listade i Catalogue of Life.